# Шеридан Лејк (Колорадо)
Шеридан Лејк (енгл. Sheridan Lake) град је у америчкој савезној држави Колорадо.

## Демографија
По попису из 2010. године број становника је 88, што је 22 (33,3%) становника више него 2000. године.
| Група             | 2000.      | 2010.      |
| Белци             | 61 (92,4%) | 73 (83,0%) |
| Афроамериканци    | 1 (1,5%)   | 0 (0,0%)   |
| Азијати           | 0 (0,0%)   | 0 (0,0%)   |
| Хиспаноамериканци | 3 (4,5%)   | 15 (17,0%) |
| Укупно            | 66         | 88         |